# Мова програмування другого покоління
Мова програмування другого покоління (англ. Second-generation programming language, 2GL) — це спосіб класифікації мов асемблера за поколіннями. Вони відносяться до мов програмування низького рівня.
Термін було введено, щоб відрізнити машинно-незалежні та мови третього покоління (3GL) (наприклад, COBOL, C або JavaScript) і раніші мови програмування перших поколінь (машинний код).

## Опис
Мови програмування другого покоління мають такі властивості:
- Рядки в програмі відповідають безпосередньо командам процесора, по суті діючи як мнемонічний пристрій, що накладає мову програмування першого покоління.
- Код може бути прочитаний і написаний програмістом. Щоб запустити на комп’ютері, його потрібно перетворити в машиночитану форму, цей процес називається ассамбленням.[4]
- Мова є специфічною для конкретного сімейства процесорів і середовища.[2]

Мови другого покоління іноді використовуються для частин ядер або драйверів пристроїв, а іноді використовуються у відеоіграх, графічних програмах та інших інтенсивних програмах.
У сучасних програмах мови асемблера другого покоління використовуються рідко. Програмування на мовах другого покоління може принести переваги у швидкості, але деякі недоліки призвели до його зниження:
- Програмування виражається в термінах індивідуальних команд процесора, а не логіки вищого рівня.[2][3]
- Пам'яттю низького рівня та деталями апаратного забезпечення потрібно керувати вручну, що часто спричиняє помилки.[2]
- Програми є машинозалежними, тому для кожної цільової архітектури машини необхідно писати різні версії.[3]

Переважна більшість програм написана мовою програмування третього покоління або мовою програмування четвертого покоління. Головна перевага асемблювання, швидкість, погіршилася через той факт, що добре написаний код C часто може бути таким же швидким або навіть швидшим, ніж рукописний асемблер.